# Illustrated Classics
Illustrated Classics was een serie stripverhalen, die werd uitgegeven door Classics Nederland van 1956 t/m 1976. De serie bevatte vertaalde versies van de Amerikaanse serie Classics Illustrated, waarin klassieke verhalen uit de wereldliteratuur werden verteld in de vorm van een strip. In totaal werden 214 nummers uitgebracht, waarvan diverse in meerdere drukken.

## Historie
In 1956 verscheen een nieuwe serie op de Nederlandse stripmarkt onder de on-Nederlandse titel Illustrated Classics. Het nieuwe van deze reeks lag niet alleen in het feit dat het eerste nummer ervan verscheen, maar vooral in de vorm van dat eerste nummer.
In Nederland kende men tot die tijd stripbladen, met wekelijks terugkerende vervolgverhalen van wisselende figuren of met wekelijks korte verhalen van telkens dezelfde hoofdrolspelers, en daarnaast de albums met volledige verhalen van succesrijke stripseries. De vorm waarin de Illustrated Classics verschenen was echter die van de Amerikaanse strips: een boekje dat kleiner was dan de normale albums, zonder harde kaft, waarin elke twee weken een nieuw afgerond verhaal werd gepubliceerd van telkens wisselende personages. Een Nederlands woord voor deze stripvorm bestaat (nog) niet. Meestal wordt door liefhebbers van het genre de Amerikaanse term comics gebruikt, of de verzamelnaam classics, omdat uitgeverij Classics de meeste van deze boekjes op de Nederlandse markt heeft gebracht en de serie Illustrated Classics de eerste vertegenwoordiger van deze toen nog nieuwe vorm was. Hans Matla hanteert in het 'Ten geleide' van zijn Stripkatalogus voor dit verschijnsel de term 'tijdschriftalbum', stripboek met de kenmerken van een tijdschrift.
Het opzetten van een nieuwe stripserie met een tweewekelijkse frequentie was in 1956 een gedurfde onderneming, mede omdat het medium strip toen nog in brede kringen als hoogst verdacht gold. Daarom moest de uitgever zich bij voorbaat indekken tegen een mogelijk kritische benadering van zijn product door verontruste ouders. En bij Illustrated Classics gebeurde dat indekken op doortastende wijze, ook al omdat de uitgever een sterk argument meende te hebben in de inhoud van zijn boekjes. Op de binnenzijde van het omslag verscheen in de eerste afleveringen een inleidend praatje van Clarence Day, die zich over de hoofden van de kinderen richtte tot hun opvoeders, in onder andere de volgende bewoordingen: '(…) Met vele kleurige illustraties wil deze uitgave het de miljoenen jongeren (maar ook ouderen!) over de gehele wereld, die anders misschien nooit de weg naar het oorspronkelijke werk zouden vinden, iets bijbrengen van de schoonheid der grote werken. Alle illustraties geven een zo nauwkeurig mogelijk beeld van de sfeer en de werkelijkheid van het origineel. Hoewel u veel van de oorspronkelijke tekst in dit boek zult aantreffen, hopen wij toch dat het lezen van deze uitgave bij u het verlangen zal wakker maken kennis te nemen van het werk zelf. (…) Dan ook heeft deze uitgave – in een vorm die bij tientallen miljoenen mensen populair is, maar meestal verkeerd wordt gebruikt – aan haar doel beantwoord: een duidelijke wegwijzer en een aantrekkelijke gids te zijn naar het land van de grote literatuur. (…)'.
Een praatje waaruit de geminachte positie van het medium strip in die tijd duidelijk naar voren komt. En omdat het stripverhaal vooral in onderwijskringen zo verdacht was, moest men, als men met een uitgave kwam die een bewerking bevatte van wereldliteratuur, toch minstens het terrein dat zich daarmee beroepsmatig bezighoudt, het onderwijs dus, zien te paaien. Bij dit ene praatje vooraf bleef het dan ook niet. Achter in de eerste Classics ging men onverdroten voort zich tegen het medium strip af te zetten in een oproep om een bibliotheek van Illustrated Classics op te bouwen: 'Maandelijks vinden de Classics in Engeland driekwart miljoen lezers en in Amerika – waar zij de slechte beeldroman meer en meer verdringen – zelfs vijf miljoen! Op vele scholen in Engeland en Amerika zijn Classics Illustrated de enige beeldverhalen die de leerlingen in hun bezit mogen hebben.' Vanaf deel 11 verviel de inleiding van Day, maar de vervangende tekst was: '(…) Spanning, emotie en sensatie! Ja, maar toch zijn de beeldromans van Illustrated Classics gezonde, robuuste en frisse lectuur! Met succes verdringen zij de slechte en onbenullige beeldroman. (…)'.
Uit deze citaten is ook de opzet van de Illustrated Classics duidelijk af te lezen, voor zover de naam al niet voor zichzelf spreekt, Het zijn bewerkingen van grote meesterwerken uit de wereldliteratuur, via een gemakkelijk medium toegankelijk gemaakt voor een jeugdig publiek.
We komen in de Classics-reeks dan ook illustere namen tegen als Shakespeare, Homerus, Alexandre Dumas, Friedrich Schiller, Émile Zola, Charles Dickens en Oscar Wilde, James Fenimore Cooper, H.G. Wells, Jules Verne, Henry Rider Haggard, maar evengoed ook Emerson Hough, Francis Parkman, Charles Hawes, Francis Bret Harte en Ann Stephans. Deze laatste schrijvers zijn allemaal Amerikanen en de aanwezigheid van hun werken in de Illustrated Classics wordt dan ook verklaard door het feit dat de eerste 139 Nederlandse Classics-delen vertalingen zijn van de Amerikaanse reeks Classics Illustrated. Het initiatief tot deze Amerikaanse serie werd genomen door Albert Kanter, een Russische emigrant – zo blijkt cultuur in de Verenigde Staten, zelfs in zijn meest versimpelde vorm, toch weer door Europeanen gestimuleerd te moeten worden. Deze Kanter maakte zich ernstige zorgen omdat zijn kinderen uitsluitend strips lazen en geen serieuze literatuur. Daarom zocht hij een compromis en dat vond hij in literatuur in stripvorm. In 1941 verscheen dan ook bij uitgeverij Gilberton de eerste Classic Comic – The Three Musketeers – getekend door Malcolm Kildale.
Tijdens de Tweede Wereldoorlog verschenen de Classic Comics, waarvan in 1947 de naam gewijzigd werd in Classics Illustrated omdat die naam de lading beter dekte, nogal onregelmatig wegens de heersende papierschaarste. Na de oorlog kregen de Classics over het algemeen een maandelijkse verschijningsfrequentie. Tot 1951 werd de omslag gesierd door een lijntekening in dezelfde stijl als de strip, maar vanaf nummer 81 ging de uitgeverij over op geschilderde covers die meestal nauwelijks meer enige overeenkomst vertoonden met het gebodene binnenin. Ook alle afleveringen vóór 81 werden bij herdrukken van omslagen in de nieuwe stijl voorzien, althans die afleveringen die een herdruk waard geacht werden: elf oudere nummers werden bij gebrek aan succes niet geprolongeerd. Vijf daarvan hebben echter wel een Nederlandse druk gekend (de nummers 53, 94, 104, 108 en 109).
Halverwege de jaren vijftig begonnen de Classics Illustrated geleidelijk minder goed te lopen en een aantal delen was ook niet meer uit een constante voorraad leverbaar. In diezelfde periode begon uitgever Gilberton zijn terrein te verbreden. In 1953 verscheen de eerste Classics Illustrated Junior (Sprookjes in beeld), in 1956 de eerste Classics Special Issues (Speciale Editie) en in 1958 de eerste World Around Us (Wereld in Beeld). Ondanks deze marktverbreding raakte Gilberton in financiële problemen, met als gevolg dat de Classics Illustrated in 1962 werden stopgezet met als laatste aflevering 167: Faust. Toch bleven gedurende de jaren zestig nog steeds ongeveer 140 titels in herdruk leverbaar en die situatie veranderde niet toen Gilberton de Classics verkocht aan uitgeverij Twin Circle, die doorging met het herdrukken van meer dan honderd titels en zelfs in 1969 twee nieuwe delen liet verschijnen, 168: In Freedom's Cause en 169: Negro Americans. Misschien lagen die verhalen al jaren op de plank, want In Freedom's Cause was in 1962 al aangekondigd geweest in nummer 167. In 1972 werd het herdrukken stopgezet omdat de verkoop steeds verder terugliep, waarna de bestaande voorraad geleidelijk werd uitverkocht. En dat betekende het definitieve einde van de Amerikaanse Classics Illustrated.
In Nederland en de Scandinavische landen hebben de Classics hun Amerikaanse voorbeeld nog enkele jaren overleefd. Deze landen hebben de langste series gekend: in Nederland 214 delen, dus aanzienlijk meer dan de 169 Amerikaanse.
Toen de Nederlandse serie van start ging, waren er in de Verenigde Staten al ruim 130 afleveringen verschenen, en dat betekende dat men voor de Nederlandse reeks een ruime keuzemogelijkheid had. Veel lijn valt er echter niet te ontdekken in de volgorde waarin men die keuze bepaalde. Er werd begonnen met Alice in Wonderland. Misschien is de keuze van Alice te wijten geweest aan persoonlijke voorkeur van een redacteur of redactrice, of was het boek in de jaren vijftig in Nederland razend populair. Als tweede koos men voor Jules Verne, begrijpelijk als men zich richt op een jeugdig publiek.
Maar dan komt Ann Stephans op de proppen, een Amerikaanse pulpschrijfster uit de 19e eeuw die aan de lopende band wildwestwerkjes afscheidde. Ook de afleveringen 12, 15 en 27 zijn van haar hand. Men zal waarschijnlijk gedacht hebben dat wildwestverhalen er bij een jeugdig publiek goed ingaan.
Na dit trio komt dan Shakespeare aan bod, gevolgd door Wells, Schiller en Homerus, afgewisseld door mindere goden als John Bakeless (alweer een wildwestverhaal) en Frank Buck, een dierenvanger die zijn belevenissen autobiografisch van zich af heeft geschreven en in de Classics nog twee keer opduikt. Daarna wordt de keus wat duidelijker en komen er echt grote literatoren aan bod, hoewel er verhoudingsgewijs nogal veel Amerikaanse schrijvers tussendoor zwerven. De volgorde waarin de Nederlandse Classics verschenen, staat aanvankelijk in geen enkel logisch verband met de volgorde waarin ze in de Verenigde Staten zijn verschenen. Te hooi en te gras plukte men er wat titels uit, waarbij men de vroegste periode meed, tot de delen 17: Moby Dick (VS 5) en 19: Huckleberry Finn (VS 19). Dat zal geen toeval zijn, omdat beide delen kort voor hun Nederlandse verschijning in Amerika hertekend zijn. Eigenaardig is dan weer wel dat men het tussenliggende deel 18: Prins en bedelknaap, dat in de Verenigde Staten in 1946 als nummer 29 is verschenen, in de oude tekenversie heeft gepubliceerd.
Hertekende versies van de oudste delen zien we daarna in de Nederlandse reeks regelmatig terugkeren, zoals van In Londen en Parijs (VS 6), Robinson Crusoë (VS 20), Ivanhoe (VS 2), De graaf van Monte Cristo (VS 3) en Robin Hood (VS 7), zodat de veronderstelling gerechtvaardigd is dat deze delen met het oog op de Europese verspreiding hertekend zijn. Erg veel lijn valt er verder niet te ontdekken in de keuze uit de Amerikaanse voorraad, behalve dan dat men geleidelijk wel de in de Verenigde Staten nieuw verschenen delen op enige afstand begint te volgen, terwijl men tussendoor willekeurige grepen doet uit het oudere werk. Vanaf de Nederlandse aflevering 93 valt daarin een duidelijker patroon te herkennen: dan bestaat elk derde of vierde deel uit een in de Verenigde Staten recent verschenen aflevering, waarbij men meestal ook dezelfde volgorde aanhoudt.
Aflevering 140 is het eerste deel in de Nederlandse reeks dat niet uit Amerika afkomstig is, maar uit Engeland. Die Engelse afleveringen worden gevolgd tot en met deel 150, met nog twee Amerikaanse afleveringen er tussendoor, maar daarna raken we het spoor grotendeels bijster. De delen 151 en 153 komen nog uit de Verenigde Staten, en 155, 157, 158 en 159 vermoedelijk uit Engeland, maar de oorsprong van alle latere afleveringen is in nevelen gehuld, net als de identiteit van de tekenaars ervan en in vele gevallen ook die van de oorspronkelijke auteurs op wier werk deze Classics zijn gebaseerd. Informatie daarover wordt in het geheel niet meer verstrekt. In het eerste gedeelte van de serie werd de auteursnaam bijna altijd keurig op de cover vermeld en werd achterin een biografietje van de schrijver gepubliceerd.
Vanaf nummer 156 gebeurt dat niet meer, op een enkele uitzondering na. Ook de oproepen die vroeger bijna altijd aan het eind van het verhaal verschenen om nu onmiddellijk het originele werk ter hand te nemen, zijn verdwenen. In het begin was die oproep nog in een vastliggende formulering gevat, maar vanaf nummer 114 werd er regelmatig meer werk van gemaakt. De oproep werd toegespitst op het onderhavige literaire meesterwerk, waarvan de originele titel werd vermeld, alsmede datum en uitgeverij van de recentste Nederlandse vertaling; en als er geen Nederlandse vertaling bestond werd ook dat, met nauw verholen spijt, meegedeeld. Maar ook die service stopte in aflevering 155 en daarna werd de lezer geheel aan zijn lot overgelaten.
Daarmee verdween het oorspronkelijke doel, de educatieve opzet, uit de Illustrated Classics, die zich vanaf die tijd dan ook nauwelijks meer onderscheidden van andere uitgaven van Classics Nederland BV. Toch wordt, vlak voor het definitieve afsterven van de serie, op de laatste delen  weer wel de naam van de auteur vermeld, en daar zitten ineens weer grootheden als Gogol en Homeros tussen. Dat heeft echter niet meer mogen baten. Begin 1976 verscheen 214: Erik Vuuroog, een bewerking van een boek van H. Rider Haggard, en daarmee werd de reeks Illustrated Classics, die ooit de Nederlandse jeugd tot het betere boek had willen bekeren met gebruikmaking van de vorm van een geminacht medium, definitief ten grave gedragen.  

## Trivia
Al voordat in 1956 de officiële reeks Illustrated Classics van start ging, waren er enkele verhalen uit de Amerikaanse serie in Nederland verschenen. Zo heeft het tijdschrift Doe Mee in 1948 en 1949 in afleveringen Oliver Twist (in de oorspronkelijke versie van Classics Illustrated 23) gepubliceerd, terwijl Don Quichotte (dezelfde versie als in Illustrated Classics 112) en Tom Sawyer (in de oorspronkelijke versie van Rubano) moesten worden afgebroken wegens de opheffing van Doe Mee. Omstreeks 1951 heeft uitgeverij De Spaarnestad het verhaal De laatste der Mohikanen in boekvorm uitgegeven, in de oude versie uit 1942 van Ray Ramsay. Het bijzondere van deze uitgave is de omslagtekening van Frans Piët. 
Tot tweemaal toe, in 1957 en 1958, hebben de Illustrated Classics geprobeerd vaste voet in de scholen te krijgen. Daartoe werden de delen 18 en 19 gratis op scholen verspreid met een nieuwe tekst op de achterkant geplakt, die zich ter verdediging van de culturele waarde van de Classics sterk afzette tegen de 'waardeloze beeldromans'. 

## Overzicht van nummers
De aanduiding HRN staat voor 'Highest Reorder Number' en heeft betrekking op de bestellijst voor oude nummers die vrijwel altijd op de achterkaft (of soms binnenin) een nummer van Illustrated Classics werd afgedrukt. De HRN is het hoogste nummer dat kon worden nabesteld en geeft een goede (soms de enige) indicatie van de betreffende druk.
| nummer | druk | titel                        | prijs | jaar | HRN |
| ------ | ---- | ---------------------------- | ----- | ---- | --- |
| 001    |      | Alice in Wonderland          | 80 ct | 1956 | 8   |
| 002    |      | De reis naar de maan         | 80 ct | 1956 | 8   |
| 003    | a    | De avonturen van Kit Carson  | 80 ct | 1956 | 8   |
| 003    | b    | Kit Carson                   | 90 ct |      | 155 |
| 003    | c    | Kit Carson                   | 90 ct |      | 163 |
| 004    |      | Hamlet                       | 80 ct | 1956 | 8   |
| 005    |      | Daniel Boone                 | 80 ct | 1956 | 8   |
| 006    |      | Mars valt aan                | 80 ct | 1956 | 8   |
| 007    |      | Ik vang dieren               | 80 ct | 1956 | 8   |
| 008    |      | Wilhelm Tell                 | 80 ct | 1956 | 8   |
| 009    |      | De muiterij op de Bounty     | 80 ct | 1956 | 16  |
| 010    |      | Zo vond ik Livingstone       | 80 ct | 1956 | 16  |
| 011    |      | Jeanne d'Arc                 | 80 ct | 1956 | 16  |
| 012    |      | Davy Crockett                | 80 ct | 1956 | 16  |
| 013    |      | De Ilias                     | 80 ct | 1956 | 16  |
| 014    |      | De rode piraat               | 80 ct | 1956 | 16  |
| 015    |      | Buffalo Bill                 | 80 ct | 1956 | 16  |
| 016    |      | De talisman                  | 80 ct | 1956 | 16  |
| 017    |      | Moby Dick                    | 80 ct | 1956 | 32  |
| 018    |      | Prins en Bedelknaap          | 80 ct | 1956 | 32  |
| 019    |      | Huckleberry Finn             | 80 ct | 1956 | 32  |
| 020    |      | 20.000 mijlen onder zee      | 80 ct | 1956 | 32  |
| 021    |      | Het geheimzinnige eiland     | 80 ct | 1956 | 32  |
| 022    |      | Macbeth                      | 80 ct | 1956 | 32  |
| 023    |      | Het Schateiland              | 80 ct | 1956 | 32  |
| 024    |      | De ridders van de Tafelronde | 80 ct | 1956 | 32  |
| 025    |      | De Odyssee                   | 80 ct | 1957 | 32  |